# Nell Williams
Nell Marmalade Baxendale-Williams (Londra, 13 settembre 1998) è un'attrice britannica.

## Biografia
L'attrice ha esordito nel 2012 interpretando la co-protagonista Jess nella serie televisiva CBBC The Revolting World of Stanley Brown, al fianco di Dean-Charles Chapman. Quello stesso anno appare in un ruolo secondario nel film per la televisione Loving Miss Hatto. Nel 2014 viene ingaggiata per la quinta stagione della serie televisiva HBO Il Trono di Spade (Game of Thrones) nel ruolo di Cersei Lannister da giovane, che appare in un flashback nel primo episodio Guerre imminenti (The Wars to Come).
Attiva anche in teatro, ha preso parte alla produzione originale di The Audience (2013) di Peter Morgan al Royal National Theatre, nel ruolo di una giovane regina Elisabetta II, trasmessa in diretta nel circuito del National Theatre Live.
Nel 2019 interpreta il personaggio di Eliza in Blinded by the Light - Travolto dalla musica.

## Filmografia

### Cinema
- London Town, regia di Derrick Borte (2016)
- Blinded by the Light - Travolto dalla musica (Blinded by the Light), regia di Gurinder Chadha (2019)
- L'inganno perfetto (The Good Liar), regia di Bill Condon (2019)
- Inland, regia di Fridtjof Ryder (2022)

### Televisione
- The Revolting World of Stanley Brown – serie TV, 12 episodi (2012)
- Loving Miss Hatto – film TV (2012)
- Il Trono di Spade (Game of Thrones) – serie TV, 1 episodio (2015)
- Grantchester – serie TV, 1 episodio (2016)
- Will – serie TV, 1 episodio (2017)
- Deep Water – miniserie TV, 6 episodi (2019)
- Elizabeth Is Missing, regia di Aisling Walsh – film TV (2019)
- We Hunt Together – serie TV, 1 episodio (2022)